# Quaternär

Quaternäre Codierung der Aminosäuren

Als quaternär (lateinisch: quaternī, „je vier“) bezeichnet man Objekte oder Strukturen, die aus vier Teilen bestehen und aus diesen Elementen zusammengesetzt oder in sie zerlegt werden können. Sprachlich verwandt sind Unär (1), Binär (2), Ternär (3), Quaternär (4), Quinär (5), Senär (6) und Denär (10).
Ein Beispiel für die Speicherung von Information in einem quaternären System ist die Codierung von Proteinen durch die vier Nukleotide Adenin (A), Cytosin (C), Guanin (G) und Uracil (U) in der Ribonukleinsäure (RNS). Bei der Codierung umfasst ein Wort oder Codon jeweils drei Nukleotide und kann so von AAA bis UUU 64 (oder 43) Zustände annehmen. Die Codierung in der DNS ist ähnlich aufgebaut, wobei das Thymin an Stelle des Uracil auftritt.

## Quaternärsystem in Sprachen
| Quaternär | 0 | 1 | 2  | 3  | 10  | 11  | 12  | 13  | 20   | 21   | 22   | 23   | 30   | 31   | 32   | 33   | 100   |
| --------- | - | - | -- | -- | --- | --- | --- | --- | ---- | ---- | ---- | ---- | ---- | ---- | ---- | ---- | ----- |
| Binär     | 0 | 1 | 10 | 11 | 100 | 101 | 110 | 111 | 1000 | 1001 | 1010 | 1011 | 1100 | 1101 | 1110 | 1111 | 10000 |
| Dezimal   | 0 | 1 | 2  | 3  | 4   | 5   | 6   | 7   | 8    | 9    | 10   | 11   | 12   | 13   | 14   | 15   | 16    |

Mündliche Zahlwortsysteme mit der Basiszahl 4 sind äußerst selten.
Ein quaternäres Zahlensystem wurde beispielsweise bei den Chumash benutzt.
Bekannt sind Kewa aus den Ost-Neuguinea-Hochland-Sprachen.
Dazu gab es eine Aufgabe in der Linguistik-Olympiade.
Die Indianer Süd- und Mittelamerikas verwendeten Zahlensysteme zur Basis 4 oder 8.
Die Zahlwortbildung bei den Ainu kann auch auf die Basis 4 hinweisen.
In der Scheibenwelt zählen Trolle auf Viererbasis. Die Grundzahlen sind „one“ (1), „two“ (2), „three“ (3), „many“ (4) und „lots“ (16), einundzwanzig wäre lots many one
Quaternionen sind Hyperkomplexe Zahlen mit einer 4-komponentigen Zahlenstruktur die u. a. bei Berechnungen der vierdimensionalen Raumzeit in der Speziellen Relativitätstheorie Anwendung finden.